# Abbaye Saint-Maurice-et-Saint-Maur
Pour les articles homonymes, voir Abbaye de Clairvaux (homonymie).
L’abbaye Saint-Maurice-et-Saint-Maur ou abbaye de Clervaux est une abbaye bénédictine sise à Clervaux, dans le grand-duché de Luxembourg. Abritant une douzaine de moines de différents pays, elle a été fondée en 1909 faisant partie de la congrégation de Solesmes et attachée à la confédération bénédictine.

## Histoire
Du fait des mesures d'exception visant les congrégations religieuses les moines de l’abbaye de Glanfeuil (près d’Angers) s’exilent en 1901. Ils passent quelque temps à Baronville, en Belgique, avant d’être accueillis au grand-duché de Luxembourg. En 1909, une nouvelle abbaye est mise en chantier : elle est construite en style néo-roman sur les hauteurs de la petite ville de Clervaux, dans le nord du grand-duché de Luxembourg. Son clocher clunisien domine la région d’alentour.
En 1922 puis 1928, Nicolas Brücher, peintre luxembourgeois, réalise respectivement les peintures de la chapelle des novices puis les peintures de la chapelle de Saint Benoit. En 1924, le peintre belge René de Cramer y ajoute également ses œuvres,. En 1935 le peintre Nicolas Untersteller y peint a fresco.
En janvier 1941, les moines sont expulsés de leur abbaye par les autorités allemandes qui occupent le grand-duché. Les nazis la transforment en centre des jeunesses hitlériennes. Ils saccagent littéralement les décors chrétiens et s'acharnent sur les images avec violence. Les moines ne peuvent réintégrer le bâtiment qu'en 1945.
Après la guerre, un ouvrage paraît pour présenter la désolation de l'abbaye qualifiée d' "abbaye martyre". Les moines réparent et restaurent le bâtiment. La nouvelle décoration est plus moderne mais aussi plus sobre et plus austère.
L’abbaye est affiliée à la congrégation de Solesmes. Suivant la règle de saint Benoît, les moines partagent leur temps entre la prière chorale commune, l’étude méditative de l’Écriture sainte (Lectio divina) et le travail intellectuel ou manuel (Ora et labora). L’office divin les appelle à se retrouver sept fois à l'église pour les diverses « heures », rythmant leur journée du chant des psaumes à la gloire de Dieu. La célébration eucharistique solennelle communautaire et publique est le centre de leur vie.
L'abbaye s'illustre également de la tradition du chant grégorien, en tant que fondation de Solesmes. Notamment, son maître de chœur Dom Pierre Thomas est nommé en 1948 professeur du chant grégorien auprès de l'Institut pontifical de musique sacrée à Rome. Toutefois, il y meurt soudainement en 1951.
Robert Weber, qui a dirigé la première édition de la Vulgate de Stuttgart, y meurt également en 1980.

## Personnalités

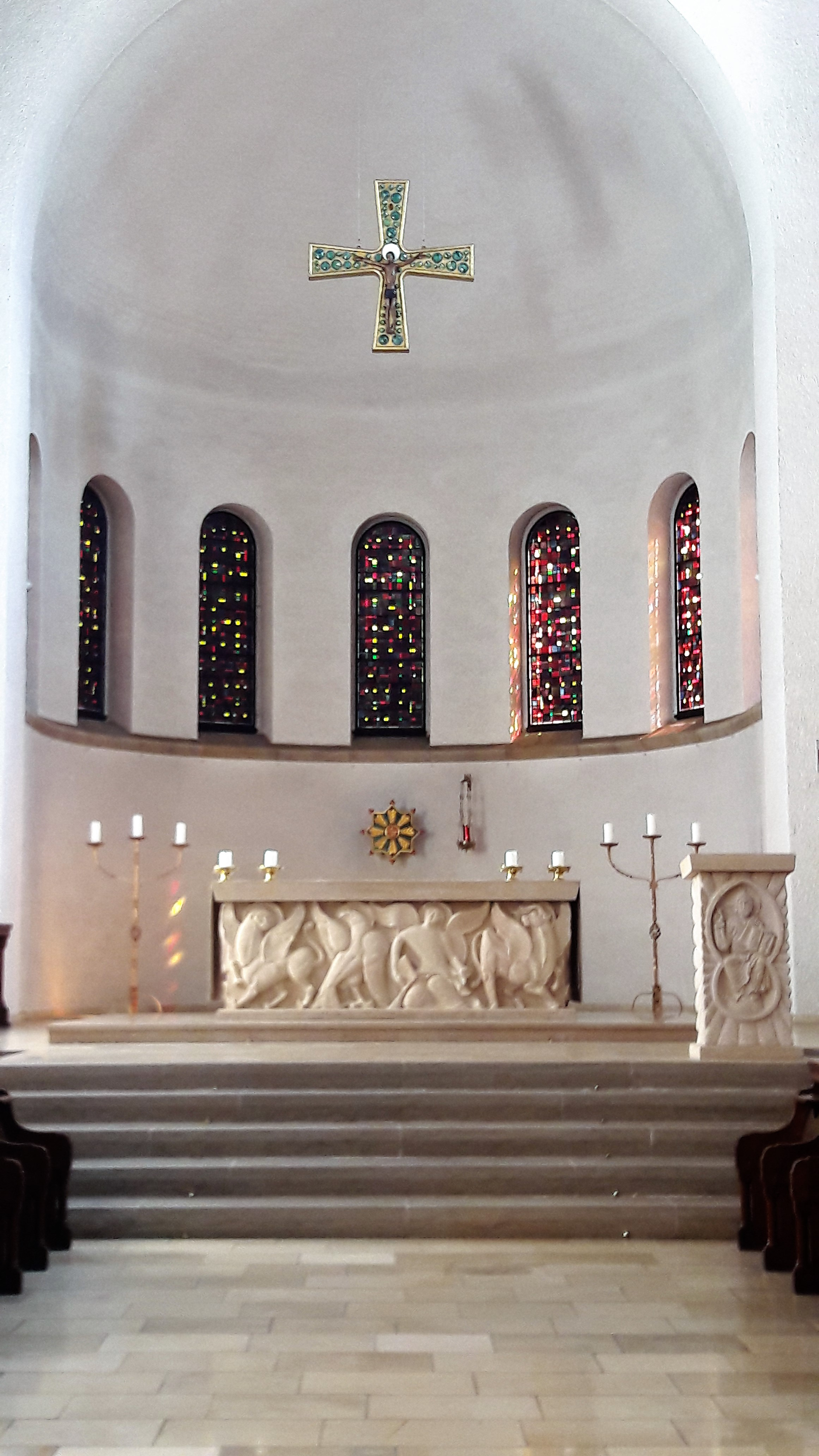
Chœur de l'église abbatiale avec l'autel tétramorphe et l'ambon.

- Le moine de l'abbaye Dom Jean Leclercq, éminent érudit de patristique, a aidé à guider le renouveau de la vie monastique catholique au cours de la dernière moitié du XXe siècle.
- Un autre moine de l'abbaye, Dom Paul Benoit, était un compositeur de musique d'orgue principalement liturgique.
- Alors ambassadeur à Bruxelles, Paul Claudel passa la Semaine sainte de 1934 à l’abbaye où il composa La Nuit de Pâques.
- L'écrivain islandais Halldór Laxness (1902–1998), s'est converti au catholicisme durant un séjour à l'abbaye en 1923. La communauté monastique a financé une mission catholique en Scandinavie pendant de nombreuses années.
- Le compositeur australien d’origine luxembourgeoise Georges Lentz a écrit son morceau de guitare électrique d'une durée d’une heure Ingwe lors d'un séjour à l'abbaye.

## Liste des abbés
- 1894-1903 : Dom Edouard du Coëtlosquet, père abbé de la communauté à Saint-Maur de Glanfeuil, avant l'expulsion à Baronville (1901)[9]
- 1907-1919 : Dom Paul Renaudin[10], à Baronville, puis à Clervaux (1910)
- 1919-1939 : Dom Joseph-Odon Alardo
- 1947-1956 : Dom Jacques Winandy
- 1958-1971 : Dom Henri de Sainte-Marie
- 1971-1991 : Dom Vincent Truijen
- Depuis 1994 : Dom Michel Jorrot